# Mielkendorf
Mielkendorf là một đô thị thuộc quận Rendsburg-Eckernförde, bang Schleswig-Holstein.